# Vreemd woord
Een vreemd woord is een leenwoord waarvan de oorspronkelijke vorm niet is aangepast aan de fonologie, morfologie en spelling van het Nederlands. Een leenwoord wordt vaak verward met een barbarisme (anglicisme, gallicisme, germanisme enz.) of met bastaardwoorden.
Een aantal voorbeelden van vreemde woorden: carrière, conflict, opera, mecanicien, parking.
Het verschil met een bastaardwoord is dat deze laatste als leenwoord wel aan de spelling, fonologie of de morfologie van het Nederlands is aangepast. Een aantal voorbeelden van bastaardwoorden: krant, sigaar, pover, rugzak.